# プレイバイメール

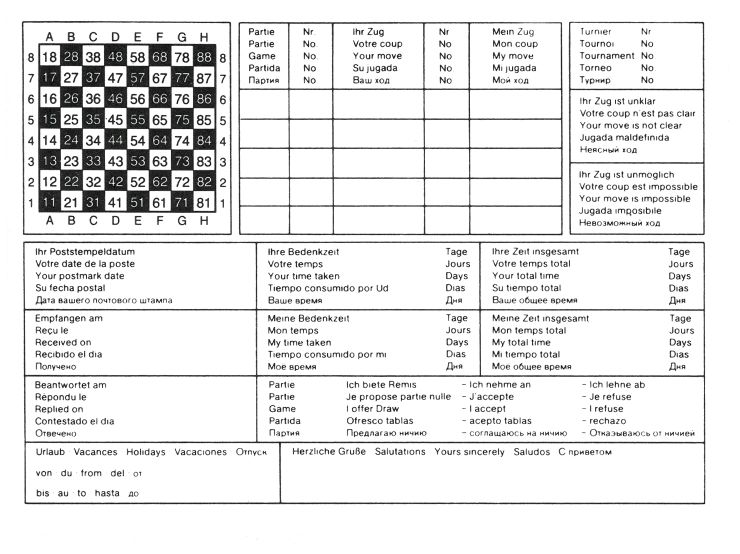
郵便を用いたチェスを行う際の対戦用紙。

プレイバイメール (英：Play-by-mail game、PBM) は、郵便やインターネットなど通信媒体を用いて遠隔地のプレイヤー同士が遊ぶゲームの総称。
狭義にはメールゲームと呼ばれる、文章（テキスト）によるプレイを主とする多人数同時参加型ゲームを指すことがある。この場合のメールは電子メールではなく通常の手紙のこと。インターネット上の電子メールを使用するゲームはPBeM(play by e-mail) 、或いはインターネット上で文章によるプレイを主としたゲームを総称としてプレイバイウェブ(play by web) ということが多い。通信手段の変化により遊び方にも変化が生じた為、PBWはPBMとは異なるゲームジャンルに転じたと考えるユーザーも存在する。
日本でPBM運営を行っていた企業の一つ遊演体は、郵便によるRPG形式のPBMのことをネットゲームと称したが、現在のオンラインゲームやMMO等の意とは異なる。

## 歴史

ディプロマシー

### 始まりから発展まで
通信手段を用いて遠隔の人間同士が同じゲームを遊ぶという手法は、チェスの愛好者達が郵便で駒を遣り取りしたのが始まりとされる（通信チェス）。この通信チェスをPBMの起源とすれば、数世紀前から存在する事になる。
現代的な意味でのPBMは1960年代にニューヨーク市立大学ブルックリン校のジョン・ボードマン教授が、アラン・B・カラマーが1954年に発表したボードゲーム「ディプロマシー」で行ったと言われる。ディプロマシーの愛好者だったボードマンは自ら主催の会報で有志を集め、ゲームを行ったという。ゲームシステムは非常にシンプルで、ユーザーの意見交換に長時間を割く「ディプロマシー」は通信チェスの手法を援用しやすかったと考えられる。
ボードマンの成功によって、より複雑なルールのゲームについても可能性が探られた。こうしたゲームのルール処理の手間はコンピューターの力を借りる事で解決が図られている。1970年にフライング・バッファロー社は複雑なゲームの通信対戦を実現した。

### 急速な成長と合理化
ボードゲーム主催の際の一番の難点は「参加者を募る」点にあったが、これを改善した通信対戦の手法はボードゲーム市場の成長を促した。同時にゲーム運営を代行する会社も次々と設立され、更に運営会社自体が自社用のボードゲームを商品開発するようになった。またゲームの大規模化も進み、ユーザー数の増加も相まって多くの企業はコンピューターサーバをユーザー管理に導入した。
コンピューター技術の発展が続き、通信面でもパソコン通信や電子メールが一般化するとこれらを取り込む動きが始まった。1989年、エレクトロニック・アーツ社のプログラマードン・ダグロウがストーム・フロント・スタジオ社を設立、電子メールを活用した初のRPG「クアンタム・スペース」をAOL上で提供した。

### 日本における展開
日本においては、文章による行動宣言と結果通知の手段として郵便が使われる、「メールゲーム」「メールRPG」として知られる多人数同時参加型のロールプレイングゲームが、このジャンルの中心となった。これらの郵便を利用したゲームを総称して「プレイバイメール」（略してPBM）という。なお、この項目では注釈がない限りは「多人数同時参加型のロールプレイングゲーム」としてのプレイバイメールについて述する。
インターネットの発展に伴い、上記タイプのゲームを同様に遊ぶ場合の多くは、電子メール・WWW・各種専用クライアントなど、インターネットのリソースを手段として使うようになった（オンラインゲームの項も参照）。
それらのうち、プレイヤーと主催者の間で、文章による行動宣言をやりとりする昔ながらのタイプのものを、プレイバイメール時代にならって「プレイバイeメール」「プレイバイウェブ」（各々PBeM,PBW）「定期更新型オンラインゲーム」などとも呼ぶ。
インターネット、そしてADSLなどの定額高速通信設備の急激な普及に伴い、ネットワークRPGなどを手軽に楽しめるようになった今日では、郵送事務の手間や高額な料金を必要とするPBMの立場は危うくなりつつある。しかし、本質的なゲーム性はまったく別のものであり、住み分けが進んでいるとも言える。

## 引用
1. ↑  Reynolds, Harold (2008-12-02). "B Entries". Diplomacy A-Z, Version 6.0. http://www.badpets.net/Diplomacy/AtoZ/B.html. Retrieved 2008-12-22.

## 参考書籍
- 『ネットゲームがよくわかる本』 ゆうせぶん（遊演体）/角川スニーカー・G文庫 ISBN 4-04-480801-5

## 関連事項
- プレイバイメールのタイトル一覧
- TRPG
- 蓬萊学園
- 読者参加型ゲーム
- プレイバイウェブ
- 通信チェス
- 郵便将棋